# Verneuil-Grand
 Verneuil-Grand  là một xã thuộc the tỉnh Meuse trong vùng Grand Est đông bắc nước Pháp. Xã này nằm ở khu vực có độ cao từ 184-348 mét trên mực nước biển. Dân số theo điều tra năm 1999 của INSEE là 201 người.